# Halidrys
Halidrys is een geslacht van bruinwieren uit de orde Fucales. De wetenschappelijke naam van het geslacht werd in 1819 voor het eerst geldig gepubliceerd door de Deense botanicus Hans Christian Lyngbye. De soorten van dit geslacht komen voor in Europa en Noord-Amerika.

## Soorten
- Halidrys murmanica A.D.Zinova, 1952
- Halidrys siliquosa (Linnaeus) Lyngbye, 1819 = Hauwwier

Niet geaccepteerde soorten:
- Halidrys canaliculata (Linnaeus) Stackhouse, 1809 → Pelvetia canaliculata (Linnaeus) Decaisne & Thuret, 1845
- Halidrys dioica N.L.Gardner, 1913 → Stephanocystis dioica (N.L.Gardner) Draisma, Ballesteros, F.Rousseau & T.Thibaut, 2010
- Halidrys osmundacea (Turner) Harvey, 1840 → Stephanocystis osmundacea (Turner) Trevisan, 1843
- Halidrys serrata (Linnaeus) Stackhouse, 1809 → Fucus serratus Linnaeus, 1753
- Halidrys vesiculosus (Linnaeus) Stackhouse, 1809 → Fucus vesiculosus Linnaeus, 1753
- Halidrys volubilis (Goodenough & Woodward) Stackhouse, 1809 → Fucus vesiculosus f. volubilis (Goodenough & Woodward) A.C.Mathieson & Dawes, 2017